# Haga (Enköping)
Haga is een plaats in de gemeente Enköping in het landschap Uppland en de provincie Uppsala län in Zweden. De plaats heeft 236 inwoners (2005) en een oppervlakte van 38 hectare.